# Chase (canción de Kumi Kōda)
«Chase» es el sencillo nº12 de la cantante japonesa Kumi Kōda, lanzado originalmente el 28 de julio del 2004.

## Información
El sencillo fue lanzado después del gran éxito de su antecesor LOVE & HONEY, y logró debutar dentro del Top 20 de Oricon dentro de su primera semana, vendiendo poco más de 21 mil copias.
La canción escrita por Kumi y Kazuhiro Hara presenta un estilo algo americano, similar a canciones de Pop/R&B de los años noventa, y dentro de la canción también hay algunas frases en inglés aparte de en japonés, algo ya común dentro ed las canciones de la artista. La canción que acompaña al sencillo tiene más influencias exóticas, combinadas con Hip-Hop, reflejado también por la participación de MEGARYU.
El video musical de la canción trata sobre dos historias dentro de una misma situación: la primera es de una mucama bastante traviesa, que limpiando una de las habitaciones del hotel en donde trabaja, encuentra una joya, de la cual se apodera. La segunda es de una sensual mujer que está posada en su cama dentro de casi todo el video, hasta que en el final la policía llega a buscarla a ella creyendo que es la ladrona, dejando libre a la real culpable, la mucama, que termina desapareciendo dentro de una ascensor.

## Canciones
1. «Chase»
2. Heat feat. MEGARYU
3. «Chase» (Instrumental)
4. Heat feat. MEGARYU (Instrumental)

- Datos: Q787911